# Морару, Виктор
Виктор Морару (рум. Victor Moraru; род. 1 декабря 1961, д. Теребня, Боровичский район, Новгородская область, РСФСР, СССР) — молдавский государственный деятель, дипломат. Чрезвычайный и полномочный посол.
Постоянный представитель Республики Молдова при Отделении ООН в Женеве, чрезвычайный и полномочный посол Республики Молдова в Швейцарии (2011—2016). Постоянный представитель Республики Молдова при ООН (2017—2020).

## Биография
Родился 1 декабря 1961 в деревне Теребня Боровичского района Новгородской области РСФСР.

### Образование
В 1985 окончил Кишинёвский сельскохозяйственный институт.
C 1990 по 1992 учился и получил степень магистра в области международных отношений в Национальной школе политических и административных исследований в Бухаресте.
Владеет английским, русским и французским языками на среднем уровне.

### Трудовая деятельность
С 1985 по 1992 — научный сотрудник Института экологии и генетики Академии наук Молдавии.
С 1992 — сотрудник министерства иностранных дел Республики Молдова. С 1992 по 1998 — первый секретарь, директор департамента Организации Объединённых Наций и разоружения министерства иностранных дел Республики Молдова.
С 1993 по 1997 — советник и временный поверенный в делах представительства Республики Молдова при ООН.
С 1998 по 1999 — старший советник министра иностранных дел, с 1999 по 2002 — директор департамента Организации Объединённых Наций и его специализированных учреждений, член и секретарь коллегии министерства иностранных дел.
С сентября 1999 по август 2002 — заместитель постоянного представителя Республики Молдова при ООН.
С 2002 по 2004 — заместитель директора департамента по многосторонним экономическим отношениям.
С 2004 по 2006 — заместитель директора департамента по многосторонним вопросам.
31 января 2006 присвоен дипломатический ранг «министр-посланник»
С декабря 2006 по сентябрь 2009 — советник и заместитель Постоянного представителя Республики Молдова при отделении Организации Объединённых Наций в Женеве.
С октября 2009 по июль 2010 — старший советник вице-премьер-министра и министра иностранных дел и европейской интеграции Республики Молдова.
С июля 2010 по 2012 — посол по особым вопросам в области глобальных отношений, председатель Межведомственной комиссию по молдавско-румынскому сотрудничеству в области энергетики.
С 21 ноября 2011 по 2 февраля 2016 — постоянный представитель Республики Молдова при отделении Организации Объединённых Наций в Женеве, вручил верительные грамоты генеральному директору отделения Организации Объединённых Наций в Женеве Касым-Жомарту Токаеву; чрезвычайный и полномочный посол Республики Молдова в Швейцарии по совместительству с 28 февраля 2012.
12 ноября 2015 присвоен дипломатический ранг «посол».
С 29 мая 2017 по 21 декабря 2020 — постоянный представитель Республики Молдова при ООН в ранге чрезвычайного и полномочного посла.